# Jeff Sarwer

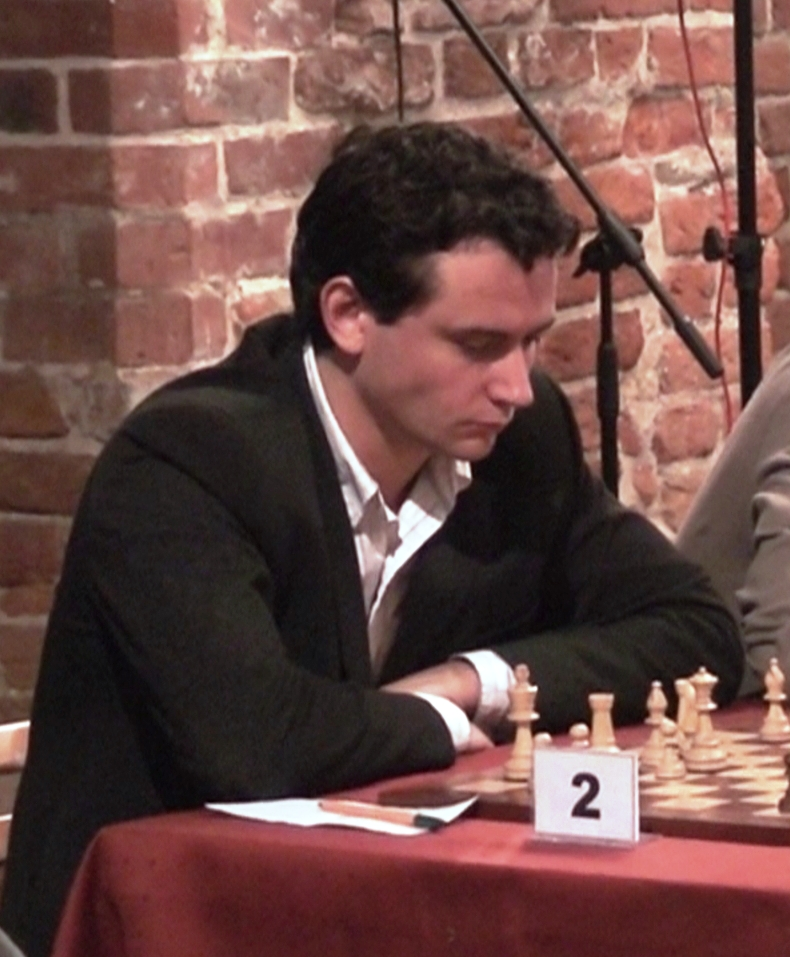
Jeffrey William Sarwer

Jeffrey William Sarwer (sinh ngày 14 tháng 5 năm 1978) là một cựu thần đồng cờ vua nhí người Canada gốc Phần Lan (Đa quốc tịch),với tài năng cờ vua và tính cách lôi cuốn của mình, anh trở thành một nhân vật nổi tiếng trên các phương tiện truyền thông. Sự nghiệp cờ vua và lối sống không theo khuôn mẫu của gia đình của anh đã là trở thành đề tài của nhiều bài báo và chương trình truyền hình.
Hai điểm nổi trội nhất từ Jeff Sarwer chính là phong cách chơi tấn công thường được so sánh với Bobby Fischer, (người đã tạo ra luật cờ :”Fischer" hay “cờ 960”) và trận cờ hòa giữa anh bởi một kỳ thủ trẻ tài năng khác là Joshua Waitzkin, chính là niềm cảm hứng cho phút cao trào trong bộ phim "Searching for Bobby Fischer" hay với tựa Tiếng Việt là “Ván cờ ngây thơ” ra mắt năm 1993. 
Sarwer đã giành chức vô địch Giải cờ vua trẻ thế giới dưới 10 tuổi tại Puerto Rico vào năm 1986, với vai trò làm đại diện cho Canada.
Khi Sarwer 8 tuổi, nhiều người tin rằng anh là một trong những thần đồng mạnh nhất trong lịch sử cờ vua. Allen Kaufman, giám đốc Quỹ Cờ vua Mỹ, đã nói, "Jeff ở tuổi 9 đã mạnh hơn Bobby ở tuổi 11". Bruce Pandolfini nhận xét: "Trong số hàng nghìn đứa trẻ tôi đã dạy, Jeff chắc chắn là kỳ thủ trẻ tài năng nhất mà tôi từng thấy.” 

## Khởi đầu sự nghiệp
Jeffrey Sarwer sinh ra tại Kingston, Ontario, có mẹ là người Phần Lan và cha là người Canada, Sarwer đã học luật cờ vua khi lên 4 tuổi từ chị gái 6 tuổi của mình, Julia. Đến khi lên 6, anh bắt đầu chơi tại Câu lạc bộ Cờ vua Manhattan, một trong những câu lạc bộ cờ vua danh tiếng nhất thế giới vào thời điểm đó. Bruce Pandolfini, quản lý của câu lạc bộ, ấn tượng với hai chị em và đã trao tặng anh cùng chị gái thẻ thành viên suốt đời miễn phí, một đặc quyền thường chỉ dành cho các đại kiện tướng.
Sarwer thường thu hút đám đông lớn bằng cách chơi cùng lúc với 40 người, được gọi là Cờ đồng loạt, vào mỗi Ngày Canada từ khi lên 7 tại Đồi Quốc hội ở Ottawa. Anh cũng thường xuất hiện và chơi Cờ nhanh tại Công viên Washington Square ở Thành phố New York, nơi nhiều người tập trung để xem các ván đấu của anh.

## Đời sống truyền thông
Khi lên 7 tuổi, niềm đam mê cờ vua của Sarwer đã thu hút sự chú ý của Đại kiện tướng Edmar Mednis và ông đã mời Sarwer tham gia phân tích Trận đấu Vô địch Thế giới năm 1986 giữa Kasparov và Karpov trên PBS. Sarwer và chị gái Julia (cũng là nhà vô địch thế giới dành cho trẻ em gái dưới 10 tuổi) tiếp tục làm điều này cho trận tái đấu vào năm 1987. Sau đó, Jeff và Julia trở nên nổi tiếng trong giới truyền thông và xuất hiện trên nhiều chương trình trò chuyện, đồng thời là chủ đề của một bộ phim tài liệu.
Các tạp chí như GQ (Gentlemen's Quarterly) và Sports Illustrated đã viết bài về Sarwer và gia đình, thường nhấn mạnh lối sống kỳ lạ của họ và đặt câu hỏi về sự an toàn cũng như sự nghiệp cờ vua của Sarwer dưới sự chăm sóc của cha mình.

## Bài viết trên Vanity Fair
Cha của Jeff không cho phép anh tiếp tục sự nghiệp cờ vua của mình khi rõ ràng rằng ông sẽ không thể toàn quyền kiểm soát cuộc sống của Jeff. Ông đã chuyển gia đình rời khỏi Thành phố New York và gặp rắc rối với Hiệp hội Trợ giúp Trẻ em Ontario. Một bài báo nổi bật trên tạp chí Vanity Fair của John Colapinto đã chi tiết hóa việc lạm dụng trẻ em đối với Jeff và Julia, khiến Hiệp hội Trợ giúp Trẻ em phải đưa anh và chị gái vào sự bảo vệ.
Jeff và Julia đã chạy trốn khỏi sự bảo vệ của Hiệp hội trở về với cha mình và trốn tránh các cơ quan chức năng để không bị đưa vào sự giám hộ lần nữa. Gia đình Sarwer có lối sống khác thường, người cha nghiêm khắc và bạo hành muốn Jeff và Julia tránh xa nền giáo dục truyền thống, anh và gia đình từng sống ở nhiều quốc gia khác nhau và quen với cuộc sống du mục.

## Searching For Bobby Fischer
Bộ phim "Searching for Bobby Fischer" hay với tựa Việt là “Ván cờ ngây thơ”được ra mắt năm 1993 và Sarwer được miêu tả dưới nhân vật  tên "Jonathan Poe".  Trong trận đấu cuối cùng của phim, Poe từ chối đề nghị hòa và cuối cùng thua cuộc. Thực tế, Sarwer đã từ chối đề nghị hòa của Josh Waitzkin, dù sao ván đấu kết thúc với kết quả hòa (do không đủ quân để chiếu hết cờ) sau vài nước cờ nữa. Theo luật tie-break hay phá vỡ thế cân bằng của giải đấu cờ, Waitzkin được xác định là đã gặp những đối thủ thách thức hơn trong suốt cuộc thi và được trao giải nhất, nhưng họ được tuyên bố là cùng giữ chức vô địch giải Tiểu học Hoa Kỳ. Thời điểm trận đấu diễn ra, Sarwer mới 7 tuổi và Waitzkin 9 tuổi.
Kỳ phổ của Sarwer vs. Waitzkin, trận đấu cờ năm 1986
1.d4 Nf6 2.c4 g6 3.Nc3 Bg7 4.e4 d6 5.f4 0-0 6.Nf3 Nbd7 7.e5 Ne8 8.Bd3 c5 9.dxc5 Nxc5 10.Bc2 a5 11.0-0 b6 12.Be3 Bb7 13.Qd4 dxe5 14.Nxe5 Qxd4 15.Bxd4 Rd8 16.Bxc5 bxc5 17.Na4 Bxe5 18.fxe5 Rd2 19.Rf2 Rxf2 20.Kxf2 f6 21.e6 Nd6 22.Nxc5 Rc8 23.Nxb7 Nxb7 24.b3 Nc5 25.Re1 Rc6 26.Be4 Ra6 27.Bc2 Rxe6 28.Rxe6 Nxe6 29.Ke3 Kf8 30.Ke4 Ke8 31.g3 Kd7 32.Kd5 f5 33.a3 h6 34.b4 axb4 35.axb4 Nc7+ 36.Kc5 e5 37.Ba4+ Kc8 38.Bc6 e4 39.b5 e3 40.Bf3 Ne6+ 41.Kd5 Ng5 42.Be2 Kc7 43.Ke5 Ne4 44.Kd4 Kd6 45.Kxe3 Kc5 46.g4 Nd6 47.Kf4 g5+ 48.Ke5 fxg4 49.Kf6 g3 50.hxg3 Ne4+ 51.Kg6 Nxg3 52.Bd3 Nh1 53.Kxh6 g4 54.Kg5 g3 55.Be4 Nf2 56.Bd5 Nd1 57.Kf4 Nc3 58.Bc6 Ne2+ 59.Kf3 Nd4+ 60.Kxg3 Nxc6 61.bxc6 Kxc6 62.Kf3 Kc5 63.Ke3 Kxc4 ½–½.

## Tái xuất
Sau khi biến mất ở tuổi rất trẻ, nhiều người nghĩ rằng Sarwer sẽ không xuất hiện lại trong làng cờ vua nữa. Vào tháng 9 năm 2007, anh trở lại đấu trường cờ vua, dường như không có sự tập luyện và tham gia một giải đấu bán nhanh 30 phút tại lâu đài Malbork ở Ba Lan. Điều thú vị là  trước đó, Jeff luôn chơi dưới biệt danh Ray Philips, lần thi đấu tại Malbork là lần anh chơi dước tên thật của mình. Sarwer đã giành hạng ba với tỉ số 7/9 trong một nhóm 86 người chơi bao gồm bốn kiện tướng tối cao. Đáng tiếc anh ấy không sở hữu vị trí hạng cờ vua đang hoạt động nên anh ấy được xếp Elo tạm thời là 2250 FIDE nhưng dường như sức cờ thi đấu vượt trội hơn so với mức đó. Vào tháng 1 năm 2010, Sarwer đã có một cuộc phỏng vấn dài trên Chess Life Online, nói chi tiết về những trải nghiệm từ giải đấu đó và nói về cuộc sống hiện tại của mình tại Châu Âu. Vào tháng 8 năm 2010, Sarwer đã được đăng trên Tạp chí Sunday Times nói về phương pháp dạy dỗ của cha mình, về  sự nghiệp cờ vua và sự xuất hiện trở lại trước công chúng của bản thân. Sarwer nói rằng nếu anh quyết định đặt cờ vua làm ưu tiên hàng đầu với mục tiêu trở thành một kiện tướng tối cao trong giới cờ. "Điều đó sẽ đòi hỏi ít nhất hai năm để nghiên cứu và luyện tập chăm chỉ", anh nói, "đặc biệt là về mặt chuẩn bị cho phần mở màn" để đạt được mục tiêu đó.
Vào mùa hè năm 2015, Sarwer đã tham gia giải Shakkinet VI tại Phần Lan. Sarwer đã thắng 5/9, đủ để đạt tiêu chuẩn kiện tướng.

## Sự nghiệp Poker
Kể từ tháng 12 năm 2008, Sarwer đã tham gia vào Giải Poker Châu Âu. Anh đã có hai lần xuất hiện ở bàn chung kết và kiếm được khoảng 500,000 đô la. Vào tháng 2 năm 2010, tạp chí Bluff Europe đã đăng một bài báo về anh và sự nghiệp poker mới của mình. Anh được đại diện bởi công ty đại lý tay bài Poker Icons.

## Buổi phỏng vấn trên radio
Sarwer là chủ đề của chương trình The Interview trên BBC World Service vào ngày 19 tháng 12 năm 2010, trong đó anh trung thực kể lại cuộc đời và những trải nghiệm thơ ấu cùng mối quan hệ với cha bạo hành của mình. Anh cũng chia sẻ về những thành tựu đáng tự hào trong lĩnh vực bất động sản tại Mỹ khi anh ở độ tuổi 20 và sự nghiệp thành công hiện tại của mình trên đường đua poker chuyên nghiệp tại Châu Âu khi anh ở độ tuổi 30. 
Jeff Sarwer là một nhân vật rất thú vị, với một cuộc đời đầy màu sắc và thành công trong nhiều lĩnh vực khác nhau. Từ một thần đồng cờ vua trở thành một người chơi poker chuyên nghiệp và sau đó là một nhà đầu tư bất động sản, anh đã chứng tỏ được sự đa tài và khả năng thích ứng đáng kinh ngạc.
1. ↑  "Jeff Sarwer", Wikipedia (bằng tiếng Anh), ngày 10 tháng 4 năm 2024, truy cập ngày 7 tháng 6 năm 2024
2. ↑  VnExpress. "Bobby Fischer - Kỳ thủ lập dị - Báo VnExpress Thể thao". vnexpress.net. Truy cập ngày 7 tháng 6 năm 2024.
3. ↑  "What happened to Jeff Sarwer? - Chess Forums". Chess.com (bằng tiếng Anh). Truy cập ngày 7 tháng 6 năm 2024.
4. ↑  Zaillian, Steven (ngày 11 tháng 8 năm 1993), Searching for Bobby Fischer (Biography, Drama, Sport), Joe Mantegna, Ben Kingsley, Max Pomeranc, Mirage Enterprises, truy cập ngày 7 tháng 6 năm 2024
5. ↑  "Mọi khía cạnh của Jeff Sarwer". JohnnyBet. Truy cập ngày 7 tháng 6 năm 2024.[liên kết hỏng]